# Пино, Оскар
Оскар Пино Индс (исп. Óscar Pino Hinds, род. 26 октября 1993, Гавана) — кубинский борец греко-римского и вольного стилей, призёр чемпионатов мира 2017, 2018, 2019 и 2023 годов, 6-кратный Панамериканский чемпион по борьбе.

## Биография
Три года подряд с 2016 по 2018 год становился панамериканским чемпионом по борьбе в весовой категории до 130 кг.
В 2017 году на чемпионате мира в Париже стал третьим и завоевал бронзовую медаль.
В 2018 году на чемпионате мира в Будапеште в весовой категории до 130 кг завоевал бронзовую медаль.
На предолимпийском чемпионате планеты в Казахстане в 2019 году в весовой категории до 130 кг, Оскар завоевал серебряную медаль и получил олимпийскую лицензию для своего национального Олимпийского комитета.